# Cserép József
Cserép József (Kiskunfélegyháza, 1858. december 23. – Tiszalök, 1948. szeptember 23.) bölcselettudor, középiskolai és egyetemi tanár, Cserép Sándor öccse.

## Életútja
Az algimnáziumot szülőhelyén, a felsőbb osztályokat Szegeden, az egyetemi tanulmányokat 1878-tól Budapesten végezte, ahol 1882-ben a klasszika-filológiából tanári oklevelet nyert, majd a sátoraljaújhelyi gimnáziumhoz helyettes, majd rendes tanárrá nevezték ki. 1884-ben bölcselettudor lett. 1889-ben tanári oklevelét a magyar nyelv és irodalommal egészítette ki a kolozsvári egyetemen. 1893-tól Aradon, majd 1897-től Budapesten működött mint főgimnáziumi tanár. 1893-ban a kolozsvári, 1898-ban a budapesti tudományegyetemen a római irodalomtörténet, a római régiségek magántanára lett. 1912-ben egyetemi nyilvános rendkívül tanár 1920-ban történt nyugdíjba vonulásáig.
Értekezései: Vergil alvilága (Sátoraljaújhelyi gymn. Értesítője 1887.), Cicero egy vitás helyéhez (Uo. 1891.), Zrinyiászunk Tasso és Vergil Világításában (Figyelő XXVI. XXVII. 1889.), Egy momentum C. Sallustius Crispus életéből (Erdélyi Múzeum-Egylet Kiadványai 1891.)

## Munkái
- Értekezés Sallustius történetirásáról. (Sátoraljaújhely, 1883. Tudori értekezés.)
- Római régiségek. A gymnasiumi ó-klasszikus irók olvasásához segédkönyvűl, rajzokkal. (Budapest, 1888. Ism. Eget. Philol. Közlöny. 2. kiadás. Budapest, 1891.)
- Római irodalomtörténet (Budapest, 1896)
- Határidőszámítás a rómaiaknál (Budapest, 1903)
- Latin stilisztika (Pozsony, 1903)
- Római régiségek (Budapest, 1905)
- C. Julius Caesar commentariusainak folytatásai és Asinius Pollio (Budapest, 1906)
- Homéros Ithakája (Budapest, 1908)
- A magyarok eredete (Budapest, 1925)
- A magyarok őshazája és őstörténete (Budapest, 1933)
- Vílághírű Nagy Sándor a matyó-magyarság királya volt (Debrecen, 1937)